# ウェイド・ロードン
ウェイド・リー・ロードン（Wade Lee Rowdon, 1960年9月7日 - ）は、アメリカ合衆国サフォーク郡リバーヘッド出身の元プロ野球選手（内野手）。右投右打。メジャーリーグ3球団の他、広島東洋カープでプレーした。

## 来歴・人物
ニューヨーク州リバーヘッドで生まれ、フロリダ州マイアミのパルメト高等学校を経てステッソン大学に進む。1981年のMLBドラフト8巡目（全体188位）でシカゴ・ホワイトソックスから指名され、プロ入り。1982年9月7日にジム・カーンとのトレード要員としてシンシナティ・レッズに移籍する。1984年9月4日にはメジャーリーグで初出場を果たした。以後はAAA級とメジャーを行き来し、三塁手の他に外野手や遊撃手もこなしている。
1987年2月17日にガイ・ホフマンとのトレードでシカゴ・カブスに移籍した。同年の6月9日、アイオワ・カブスの選手として出場したAAA級の試合で、ロードンは1イニング2本塁打を含む1試合4打席連続本塁打を記録した。
翌1988年3月29日にはマイナー選手2名とのトレードでボルチモア・オリオールズに移った。メジャー定着はかなわず同年6月19日の試合がMLB最後の出場となったが、レッズにいた1986年頃から日本球界への誘いを受けており、常時出場できる場を求めた事もあり1989年に広島東洋カープに入団。当時の広島はランディ・ジョンソンが退団して三塁手を探しており、広岡達朗の推薦があったという。
来日時は守備への評価が高く、打撃面でもマイナー通算打率.280、本塁打101本を記録していた。しかし細身で非力に見える事やキャンプ中にフェンスオーバーの打球が少なかった事から、オープン戦までは打撃を酷評された。シーズンに入ると4月だけで打率.338、7本塁打、18打点と一気にペースを挙げて懐疑的な評価を覆し、主に3番・三塁手として活躍。同年は打率.300、22本塁打と主軸の役割を果たし、守備面でも14失策でゴールデングラブ賞を獲得した。
しかし2年目の1990年は4月だけで7失策を記録するなど攻守ともに不調に陥り、安定した成績を残せずこの年マイク・ヤングの加入で外国人枠の関係から二軍落ちするとシーズン終了後に退団した。
眼鏡をかけた風貌から、カープでは「銀行員」、「クラーク・ケント」などと呼ばれた。また広島時代にはヘルメットに「+ CoL, 3:23」（コロサイの信徒への手紙3章23節）という文字を記すなど敬虔なクリスチャンとして知られ、引退後はモルドバで野球を通じた布教活動などに携わっている。

## プレースタイル
マイナーリーグ時代にリッチー・ジスクの助言を受けて打撃フォームを固めた。打席では右足の
爪先が捕手側、左足の爪先が投手側に向くというユニークで大きな構えを取っていた。そこから左足を踏み出しつつ後ろに体重をため、さらに体重を前に移しながら踏み込む勢いでバットを振り出すという、走り打ちに近いフォームだった。基本的にはダウンスイングで打球が速く、一方でフォームに柔軟さが欠けるためタイミングを外されると立て直しが難しいと川上哲治は評している。
試合終了後に他の選手が帰った後もティーバッティングを行なうなど、来日した外国人選手の中では異例なほど真面目に練習に取り組むと言われた。日本プロ野球については予備知識がほとんどなかったが、チームを挙げて対戦相手の選手個々人を研究する姿勢に驚いたという。なお、日本で印象に残った選手として野手では山崎賢一や池山隆寛、落合博満、投手では槙原寛己や斎藤雅樹をはじめとした巨人の投手陣を挙げている。

## 詳細情報

### 年度別打撃成績
| 年 度     | 球 団     | 試 合 | 打 席 | 打 数 | 得 点 | 安 打 | 二 塁 打 | 三 塁 打 | 本 塁 打 | 塁 打 | 打 点 | 盗 塁 | 盗 塁 死 | 犠 打 | 犠 飛 | 四 球 | 敬 遠 | 死 球 | 三 振 | 併 殺 打 | 打 率 | 出 塁 率 | 長 打 率 | O P S |
| --------- | --------- | ----- | ----- | ----- | ----- | ----- | -------- | -------- | -------- | ----- | ----- | ----- | -------- | ----- | ----- | ----- | ----- | ----- | ----- | -------- | ----- | -------- | -------- | ----- |
| 1984      | CIN       | 4     | 7     | 7     | 0     | 2     | 0        | 0        | 0        | 2     | 0     | 0     | 0        | 0     | 0     | 0     | 0     | 0     | 1     | 0        | .286  | .286     | .286     | .571  |
| 1985      | CIN       | 5     | 11    | 9     | 2     | 2     | 0        | 0        | 0        | 2     | 2     | 0     | 0        | 0     | 0     | 2     | 0     | 0     | 1     | 0        | .222  | .364     | .222     | .586  |
| 1986      | CIN       | 38    | 92    | 80    | 9     | 20    | 5        | 1        | 0        | 27    | 10    | 2     | 0        | 1     | 1     | 9     | 0     | 1     | 17    | 0        | .250  | .330     | .338     | .667  |
| 1987      | CHC       | 11    | 34    | 31    | 2     | 7     | 1        | 1        | 1        | 13    | 4     | 0     | 2        | 0     | 0     | 3     | 0     | 0     | 10    | 1        | .226  | .294     | .419     | .713  |
| 1988      | BAL       | 20    | 30    | 30    | 1     | 3     | 0        | 0        | 0        | 3     | 0     | 1     | 1        | 0     | 0     | 0     | 0     | 0     | 6     | 3        | .100  | .100     | .100     | .200  |
| 1989      | 広島      | 123   | 529   | 473   | 60    | 142   | 20       | 1        | 22       | 230   | 79    | 8     | 5        | 4     | 4     | 44    | 4     | 4     | 65    | 10       | .300  | .362     | .486     | .848  |
| 1990      | 広島      | 26    | 101   | 87    | 7     | 20    | 7        | 0        | 2        | 33    | 15    | 0     | 2        | 0     | 2     | 12    | 1     | 0     | 15    | 3        | .230  | .317     | .379     | .696  |
| MLB：5年  | MLB：5年  | 78    | 174   | 157   | 14    | 34    | 6        | 2        | 1        | 47    | 16    | 3     | 3        | 1     | 1     | 14    | 0     | 1     | 35    | 4        | .217  | .283     | .299     | .583  |
| NPB：2年  | NPB：2年  | 149   | 630   | 560   | 67    | 162   | 27       | 1        | 24       | 263   | 94    | 8     | 7        | 4     | 6     | 56    | 5     | 4     | 80    | 13       | .289  | .355     | .470     | .825  |
| 通算：7年 | 通算：7年 | 227   | 804   | 717   | 81    | 196   | 33       | 3        | 25       | 310   | 110   | 11    | 10       | 5     | 7     | 70    | 5     | 5     | 115   | 17       | .273  | .339     | .432     | .772  |

### 表彰
- ゴールデングラブ賞：1回 （三塁手部門、1989年）

### 記録
NPB
- 初出場・初先発出場：1989年4月8日、対阪神タイガース1回戦（広島市民球場）、3番・三塁手として先発出場
- 初安打・初本塁打・初打点：1989年4月9日、対阪神タイガース2回戦（広島市民球場）、5回裏に伊藤文隆から左越3ラン

### 背番号
- 56（1984年 - 1985年）
- 17（1986年）
- 18（1987年）
- 11（1988年）
- 44（1989年 - 1990年）